# Самсоновский канал
Самсоновский канал (Морской канал, Большой канал) — канал в Петергофе, проходящий от Большого каскада до окружённой дамбами гавани в Финском заливе. Охраняется как памятник архитектуры. По сторонам канала проходит Аллея фонтанов.
Канал строился одновременно с Большим дворцом начиная с лета 1714 года. По состоянию на весну 1716 года в работах было задействовано более 1500 человек. В районе ковша открылись ключи, воду из которых приходилось всё время вычёрпывать для того, чтобы земляные работы были возможны. Канал задумывался более узким, но осенью 1716 года Жан-Батист Леблон предложил расширить его, и Пётр I одобрил план; к 1718 году канал расширили и углубили, а ковш сделали полукруглым. В том же году началось строительство гавани и двух дамб. Подводные части дамб были сделаны из плиты и кирпича-железняка, а сверху дамбы состояли из фашинника (связок хвороста) с глиной и землёй. Откосы вымостили булыжником.
Строительство закончилось к концу 1720 года, но вскоре началась перестройка по проекту Николо Микетти. В 1723 году берега канала были сделаны выше, укреплены кирпичом-железняком и облицованы каменными плитами. Тогда же, согласно желанию Петра I украсить канал, у ковша были построены по проекту Микетти деревянные полукруглые колоннады, окрашенные под мрамор.
По проекту Василия Туволкова на канале был построен шлюз, повысивший уровень воды, что позволило небольшим судам проходить по каналу к дворцу. От шлюза предполагалось прорыть каналы к Монплезиру и к Петергофу. Дамбы огородили балюстрадами, продолжением которых в саду были украшенные масками и орнаментами из раковин трельяжные решётки с нишами по сторонам аллей. Через канал были сделаны пешеходный мост по оси Малибанской аллеи и проездной мост на Марлинской перспективе; до 1740 года мосты были разводными, у них были механизмы с поворотными барабанами и цепями.
Канал и гавань приходилось постоянно чинить из-за осенних наводнений. После постройки фонтана «Самсон» канал перестали использовать для судов, но шлюз сохранили, чтобы в канал не приносился морской песок и для поддержания постоянного уровня воды.
В 1770 году кирпичную кладку стенок шлюза заменили на блоки тёсаного гранита. Дамбы в конце XVIII века укрепили с наружной стороны кирпичными стенками с контрфорсами и вымостили булыжником.
В 1838 году перед шлюзом в канале поставили бревенчатую свайную перемычку, у основания береговых откосов и перед шлюзом с морской части были поставлены две гранитные лестницы — шлюпочные пристани. Ковш облицевали гранитом в 1853 году. В 1859—1860 году канал перестраивал Н. Л. Бенуа, он украсил стены от ковша до Марлинского моста четырнадцатью широкими пилонами из питерлакского гранита. Полная реставрация кирпичных стен канала прошла в 1928 году.
Во время германской оккупации Нового Петергофа во время Великой Отечественной войны канал был превращён в противотанковый ров.
Бревенчатую перемычку сделали гранитной в 1961 году, в 1963 году канал был полностью облицован гранитом, при этом было добавлено ещё 8 пилонов после Марлинского моста.